# جواکینو روسینی

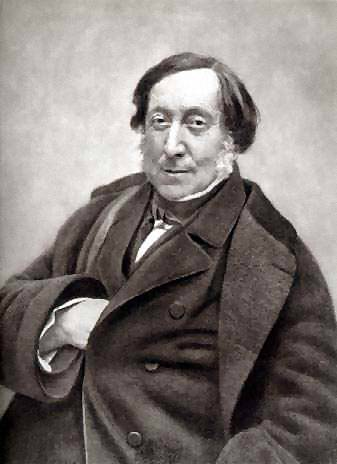
Composer Rossini G 1865 by Carjat.jpg

جواکینو روسینی (به زبان ایتالیایی: Gioachino Rossini) آهنگساز ایتالیایی بود، که به تاریخ ۲۹ فوریه ۱۷۹۲ در پزارو به دنیا آمد و در تاریخ ۱۳ نوامبر ۱۸۶۸ در پاریس درگذشت. از مشهورترین آثار او در دنیای موسیقی باید به اپرای آرایشگر سویل اشاره کرد.

## زندگی
روسینی آهنگساز ایتالیایی به سال ۱۷۹۲ میلادی در شهر پِزارو ایتالیا در خانواده‌ای تنگدست و فقیر اما هنرمند متولد شد. پدرش در خدمت ارکستر شهر پزارو بود که با درآمد کم، تأمین معاش خانواده خود را به عهده داشت و به روسینی در آموزش موسیقی کمک شایانی کرد؛ هر چند که روسینی خود علاقهٔ مُفرطی به هنر داشت.

روسینی بعد از تحصیلاتِ کم به موسیقی روی آورد و در سال ۱۸۱۶ ۲ سالن سیرک بزرگ را در شهر رم مدیریت می‌کرد. وی آثار برجسته‌ای نیز ساخت و در کنار آن‌ها مدیریت تئاتر و اجرای برنامه‌ها را هم بر عهده داشت. او علاوه بر این حجم کار طاقت‌فرسا رهبری رپتسیون‌ها و آهنگ‌های خود را انجام می‌داد. اما بر خلاف این همه کار او موفق به دور کردن فقر از خود نگردید. قدرت خلاق و عجیب بدیهه سرایی از وی مردی پر قدرت ساخته بود و باعث شده بود که آثار جاویدانی را در کمترین زمان به جهان موسیقی ارائه دهد. 
روسینی با تکیه بر فرهنگ فلکوریک و ترادیسیونرها مجموعه سنن و احساسات و عواطف مردم خود، چندین اپرا در تصنیف و چند آهنگ را ساخت. روسینی با این دست‌مایه‌ها که حماسه مقاومت مردم با فقر و مرگ بود، ناگاه دست به ساخت یک اپرای کمیک به نام آرایشگر سویل زد که شهرت جهانی پیدا کرد و او را در ردیف برجسته‌ترین آهنگسازان دوره رومانتیک درآورد. نخستین اجرای این اپرا برای وی درآمدی هنگفتی به ارمغان آورد، هر چند که در شب اول اجرا با جنجال روبرو گشت، ولی طولی نکشید که این اثر جایگاه خود را در دل هنر دوستان باز کرد. 
پس موفقیت «آرایشگر سویل» روسینی اپرای بعدی خود به نام «گیوم تل» را آفرید که برایش شهرت جهانی در پی داشت. پس از آن به یکی دیگر از برجسته‌ترین آثار خود دست زد که وقت زیادی را به خود اختصاص داد و جهت تعین آن پروپوزیسیون‌های متفاوتی را بررسی کرد و آن را {اپرا بوفا} نام نهاد.
آخرین اثر روسینی درباره قهرمان معروفی از مردم سوئیس به نام ویلیام تل است که در پاریس به اجرا درآمد. او در سال‌های آخر عمر خود «نغمه‌های مذهبی» را تهیه کرد.

## برخی از آثار
- اپراها:

کلاغِ دزد، آرایشگر سِویل، سمیرامیس، موسی و فرعون، سیندرلا، یک تُرک در ایتالیا، دختر ایتالیایی در الجزایر، مئومتو دوم
- فهرست اپراها (ویکی‌پدیای فرانسوی)
- دونوازی برای هورن
- دونوازی برای کلارینت
- استابات ماتر
- کنسرتو برای باسون و ارکستر

## شنیدن آثار
- deezer
- youtube
- https://www.britannica.com/biography/Gioachino-Rossini